# Adama Mbengue
Adama Mbengue (Rufisque, 1993. december 1. –) szenegáli válogatott labdarúgó, az LB Châteauroux játékosa.

## Pályafutása

### Klubcsapatokban
A Sport Galaxy és az Orlando City csapataiban nevelkedett, majd az utóbbinál lett felnőtt játékos. 2012. július 21-től lett az első csapat teljes körű tagja. 2014 és 2017 között hazatért és a Diambars játékosa lett, majd innen igazolt a francia SM Caen csapatához. 2021. július 19-én az LB Châteauroux csapatába írt alá.

### A válogatottban
Az U23-as válogatottal 4. helyen végeztek a 2015-ös U23-as labdarúgó-Afrika-bajnokságon. A felnőtt válogatott tagjaként részt a 2018-as labdarúgó-világbajnokságon, miután Saliou Ciss megsérült.

## Statisztika

### Válogatott
2018. június 28-i állapotnak megfelelően.
| Szenegál | Szenegál | Szenegál |
| Év       | Mérk.    | Gólok    |
| -------- | -------- | -------- |
| 2016     | 1        | 0        |
| 2017     | 3        | 0        |
| 2018     | 0        | 0        |
| Összesen | 4        | 0        |

## Sikerei, díjai
- Orlando City (USL)
  - USL Pro Kupa: 2013